# Тунджай Озкан
Тунджай Озкан (нар. 14 серпня 1966, Анкара) — турецький журналіст, письменник і політик.

## Біографія
Народився 14 серпня 1966 року в Анкарі. Закінчив університет Газі.

### Журналістська кар'єра
Журналістська кар'єра Тунджая Озкана почалася в 1981 році. Через три роки він був прийнятий на роботу в газету «Hürün», що належить «Hürriyet». У 1988-1993 роках Озкан працював у газеті «Cumhuriyet», потім працював на приватному каналі Show TV». У 1995 році Тунджай Озкан перейшов на інший приватний канал «Kanal D», де працював до 2002 року.
У червні 2002 року повернувся на роботу на канал «Show TV». З червня 2002 року обіймав посаду директора Cukurova Media Group, у грудні 2003 року залишив посаду цю посаду і створив власний канал «Kanaltürk». 13 травня 2008 року Озкан продав свій канал голові холдингу Koza Ipek Акину Іпеку. У вересні 2008 року Тунджай Озкан створив другий канал «Kanal Biz», але через рік він був змушений продати його із-за фінансових труднощів. Також Озкан вів колонки в кількох газетах (Radikal, Milliyet і Akşam).

### Політична кар'єра
12 вересня 2007 року Тунджай Озкан створив громадський рух «Biz kach kishiyiz» («Скільки нас?»), на основі якого Озкан планував створити партію. У 2008 році він був обраний головою нової партії. 15 червня 2015 року був обраний членом Великого національного зібрання.

### Ергенекон
23 вересня 2008 року Тунджай Озкан був арештований в своєму будинку по справі можливої організації «Ергенекон», члени якої звинувачувались у підготовці державного перевороту в Туреччині. Після арешту в будинку Озкана був проведений обшук. У серпні 2013 року Тунджай Озкан був визнаний винним у членстві «Ергенекон» і засуджений до довічного ув'язнення. 10 березня 2014 року Озкан був випущений з в'язниці за постановою суду, але йому був заборонений виїзд за кордон.
Тунджай Озкан подавав на свій арешт у справі «Ергенекон» скаргу в ЄСПЛ, але суд визнав його арешт законним.